# Šljivovica (gmina Čajetina)
Šljivovica (cyr. Шљивовица) – wieś w Serbii, w okręgu zlatiborskim, w gminie Čajetina. W 2011 roku liczyła 472 mieszkańców.